# Plumatella bigemmis
Espèce
Plumatella bigemmis est une espèce d'Ectoprocta d'eau douce de la famille des Plumatellidae.

## Dénomination
Plumatella bigemmis a été décrite par l’herpétologiste britannique Nelson Annandale (1876-1924). Son nom de genre (Plumatella) provient du fait que, vus de près, ses polypes donnent à une colonie dense un aspect « plumeux ». Son nom d'espèce est « bigemmis ».

## Identification taxonomique
L’espèce ne peut être identifiée facilement. Les critères d’identification sont la taille, la forme et les motifs des flottoblastes (statoblastes à anneau flottant), qui doivent être observés au microscope optique ou électronique.